# Република Южна Африка
 Тази статия е за съвременната държава.  За Бурската република вижте Южноафриканска република (Трансваал).  
Република Южна Африка (РЮА) е държава, която се намира в най-южната част на континента Африка с 2798 km брегова линия на Атлантическия и Индийския океан.. На север тя граничи с Намибия, Ботсвана и Зимбабве, на североизток – с Мозамбик и Есватини, а държавата Лесото е анклав – напълно обкръжена от територията на Република Южна Африка.
Република Южна Африка е известна с разнообразието на култури, като 11 от говорените в страната езици са признати за официални. Два от тези езици са с европейски произход – английският и африкаанс, който е формиран на основата на нидерландския и се говори от мнозинството бели и цветнокожи южноафриканци. Макар че английският играе важна роля в обществения и стопанския живот, той е едва петият най-говорен език.
Около 79,5% от жителите на РЮА са чернокожи, разпределени в множество етнически групи, които говорят различни езици от групата банту, девет от които са официални. В страната живеят и най-големите европейска, азиатска и смесена в расово отношение общности в Африка. Около една четвърт от населението са безработни и живеят с по-малко от 18 ранда на ден.
Република Южна Африка е демократична парламентарна република, но за разлика от повечето държави с такова устройство, президентът изпълнява и функциите на ръководител на правителството. Страната е сред учредителите на Африканския съюз и има най-голямата икономика сред членовете на организацията. Тя е и един от основателите на Организацията на обединените нации и Новото партньорство за развитие на Африка и членува в Общността на нациите, Антарктическия договор, Групата на 77-те, Южноатлантическата зона за мир и сътрудничество, Южноафриканския митнически съюз, Световната търговска организация, Международния валутен фонд, Г-20 и Г-8+5.

## Наименование
В българския език от обявяването на републиката през 1961 година добива гражданственост наименованието Южноафриканска република, съкращавано до ЮАР (произнася се ю-ар). След установяване на дипломатически връзки официално се възприема формата Република Южна Африка или само Южна Африка.
В РЮА има 11 официални езика, което прави страната втора в света по техния брой след Индия. Пълното наименование на държавата на официалните езици е:
| Наименование                      | Език         |
| --------------------------------- | ------------ |
| Republic of South Africa          | английски    |
| Republiek van Suid-Afrika         | африканс     |
| Riphabuḽiki ya Afurika Tshipembe  | венда        |
| IRiphabliki yaseNingizimu Afrika  | зулуски      |
| IRiphabliki yaseMzantsi Afrika    | кхоса        |
| IRiphabliki yeSewula Afrika       | ндебеле      |
| IRiphabhulikhi yeNingizimu Afrika | свази        |
| Rephaboliki ya Afrika-Borwa       | северен сото |
| Rephaboliki ya Afrika Borwa       | сото         |
| Rephaboliki ya Aforika Borwa      | тсвана       |
| Riphabliki ra Afrika Dzonga       | цонга        |

## География

### Разположение
Република Южна Африка е разположена в най-южната част на континента Африка. Със своите 1 219 090 km² страната е на 24-то място в света, като площта си е сравнима с Колумбия. Граничи с Ботсвана (1840 km), Лесото (909 km), Мозамбик (491 km), Намибия (967 km), Есватини (430 km) и Зимбабве (225 km). Има брегова линия по Атлантическия и Индийския океан с обща дължина 2798 km.

### Релеф и води
Релефът е планински, като в него има крайбрежни низини, плата, полупустинни и пустинни земи. Най-високата точка е връх Нджесути (3408 m). Най-дълга река е Оранжевата река, която води началото си от планините в Лесото и се влива в Атлантическия океан.

### Климат
Климатът е тропичен и субтропичен (по източния бряг). Валежите са недостатъчни и неравномерни.

### Флора и фауна
За опазване на природата са създадени резервати, най-известните са Крюгер и Калахари-Гемсбок.

## История

### Предколониална епоха
В Южна Африка са открити едни от най-старите човешки останки на света. Останки на австралопитек (Australopithecus africanus) са открити в пещерите на Стеркфонтейн, Кромдрай и Макапансхат, като най-старите от тях са на около 3 милиона години. По-късно в региона живеят различни видове хора – Homo habilis, Homo erectus и накрая съвременния човек Homo sapiens.
Най-старата известна етническа група, обитавала Южна Африка, са койсаните, от които днес са запазени изолираните общности на бушмени и хотентоти. Те са изместени, подчинени и асимилирани в хода на разселването на народите банту, които вече присъстват на юг от река Лимпопо през 4 – 5 век. С миграциите на народите банту се свързва и навлизането на региона в желязната епоха в средата на 11 век. През 15 век, както и в наши дни, най-големите етнически групи в Южна Африка са зулу и кхоса, и двете от групата банту.
През 1487 година португалският мореплавател Бартоломеу Диаш става първият европеец, достигнал най-югозападната точка на Африка, нос Добра надежда. През следващите десетилетия португалците развиват интензивно корабоплаване между Атлантическия и Индийския океан, но високите и скалисти брегове на Южна Африка не предизвикват интереса им и те използват за основни опорни пунктове Ангола и Мозамбик. В края на 16 век в търговията с Индия се включват също Англия и Нидерландия, но и те не предприемат веднага опити за колонизиране на южноафриканското крайбрежие.

### Колониален период
На 6 април 1652 година експедиция на Нидерландската източноиндийска компания, ръководена от Ян ван Рибек, основава снабдителен пункт на нос Добра надежда, на мястото на днешния Кейптаун, с което поставя началото на Капската колония, първата европейска колония в Южна Африка. Благодарение на добрата си стратегическа позиция този пункт трябва да служи като място за почивка на търговските кораби, пътуващи между Европа и Югоизточна Азия.
През втората половина на 17 век и през 18 век Капската колония непрекъснато се разширява. Първоначално заселниците се разпростират на изток в региона Уесткап, а когато достигат до река Грот Висривир се срещат с кхоса, които от своя страна по това време разширяват владенията си в югозападна посока. Конфликтът за земя между двете страни довежда до поредица сблъсъци, известни като Кхоски войни. Нидерландците започват да заселват в Капската колония роби от Индонезия, Мадагаскар и Индия. Потомците на тези роби образуват, заедно с бушмените, групата на цветнокожите южноафриканци, които днес съставляват около 50% от населението на Западната Капска провинция.
По време на Революционните войни Великобритания установява временен контрол над Кейптаун, а през 1806 година, след фалита на Нидерландската източноиндийска компания, анексира Капската колония. Пограничните войни с кхоса продължават, като британците укрепват източната граница и окуражават заселването на британски имигранти. Междувременно във вътрешността на днешната Република Южна Африка се утвърждава държавата на народността зулу, начело с Шака, което предизвиква продължителен период на хаос и насилие, известен като Мфекане (1815 – 1840).
Отмяната на робството в британските колонии през 1833 година засяга интересите на много бури, както се наричат потомците на европейски, главно нидерландски, френски и германски заселници в Южна Африка. Това, както и честите погранични сблъсъци и други различия с британската колониална администрация, кара около 12 000 да напуснат Капската колония през 30-те години на 19 век и да се отправят към вътрешността на континента. Там те основават две свои републики – Южноафриканската република и Оранжевата свободна държава.
През 1867 година във вътрешността на Южна Африка са открити залежи от диаманти, а през 1884 година – и от злато. Това насърчава икономическия растеж и имиграцията, но също така усилва териториалните конфликти между Великобритания, бурските републики и местното негърско население. В резултат на Втората англо-бурска война (1899 – 1902) Великобритания установява контрол над цялата територия на днешната Република Южна Африка.

### Южноафрикански съюз и независимост
След приключване на войната бурите получават широка местна самостоятелност и като бели европейски заселници получават по-високи обществени и стопански позиции в Южноафриканския съюз, създаден през 1910 г. с ранг на доминион на Великобритания. Южноафриканският съюз е създаден на 31 май 1910 г. от четирите колонии Натал, Трансваал, Оранжевата свободна държава и Капската колония.
Страната получава де факто независимост, включително във външната си политика, с Уестминстърския статут от 1931, уреждащ отношенията на доминионите с Великобритания. През 1934 г. става обединяването на британската Южноафриканска партия и бурската Национална партия в т.нар. Обединена партия. Този политически съюз се разпада през септември 1939 година поради различия относно влизането на Южна Африка във Втората световна война на страната на Великобритания. През 1948 Националната партия идва на власт с избори и въвежда политика на апартейд, приемайки чрез парламента редица закони, които разделят ежедневието на населението според цвета на кожата. Страната напуска Британската общност и се обявява за република на 31 май 1961 след референдум сред бялото население на четирите провинции плюс подмандатна Югозападна Африка (днешна Намибия). Апартейдът става основна конфликтна точка през втората половина на 20 век, която води до широкообхватни икономически санкции, както и до изтеглянето на редица фирми от РЮА. Растящото недоволство на потиснатото население стига своята връхна точка през 1976 г., когато органите на реда се изправят срещу демонстриращи срещу задължителното обучение на африканс в Совето, при което загиват 176 чернокожи, сред които множество ученици.
След дълги години на съпротива чрез стачки, протестни маршове, саботажи, както и терористични актове на различни движения, борещи се срещу апартейда (най-известното от които е Африканският национален конгрес), през 1990 г. правителството на Националната партия, водено от Фредерик де Клерк, прави първата крачка на отстъпление от политиката на апартейд, като премахва забраната на движението Африкански национален конгрес и освобождава от затвора неговия лидер Нелсън Мандела (най-известният борец срещу апартейда, който прекарва в затвора 27 години).
Законовата база на апартейда е отменена и това дава възможност през 1994 г. да се проведат първите свободни избори, които партията Африкански национален конгрес печели убедително и оттогава управлява страната чрез издигнато от нея правителство. Нелсън Мандела става първият чернокож президент на страната и заедно с последния президент от Националната партия Фредерик де Клерк печели Нобелова награда за мир през 1993 г. Въпреки края на апартейда, през 21 век милиони южноафриканци, предимно цветнокожи, живеят в нищета.

## Население
Населението на РЮА възлиза на 50,1 милиона души (2009). По брой на населението страната е на четвърто място в Африка след Нигерия, Египет и Етиопия. Характерен е висок естествен и механичен прираст поради високата раждаемост (31‰) и приток на емигранти (предимно на чернокожи) от съседните африкански страни. По-голяма е раждаемостта сред чернокожото население, където е по-голяма и смъртността. Детската смъртност сред бялото население е 35‰, а сред чернокожото – 210‰. Средната гъстота е 36 души/km². Най-рядко е населена пустинната област на Калахари и Намиб.
Етническият състав на РЮА се разделя на четири големи групи (2007):
- чернокожи – 79,7% (най-многобройни са племената зулу – 27,3% и коса – 25,1%)
- бели – 9,1%
- цветнокожи – 8,8%
- азиатци (основно от индийски произход) – 2,4%

## Държавно управление

### Държавно устройство
Република Южна Африка е федерална парламентарна република. Парламентът е двукамарен, съставен от Национално събрание (долна камара) и Национален съвет на провинциите (горна камара). 400-те членове на Националното събрание се избират с пропорционално гласуване – половината от тях с национална листа, а останалите – с провинциални листи. Националният съвет на провинциите включва по 10 представители на всяка от 9-те провинции, независимо от тяхното население. Изборите и за двете камари се провеждат веднъж на 5 години.
Правителството се избира от долната камара, като лидерът на най-голямата фракция става президент – едновременно ръководител на правителството и държавен глава. От 2018 година президент на страната е Сирил Рамафоса.
Правната система на Южна Африка съдържа елементи както на гражданското, така и на общото право – резултат съответно от нидерландската и британската колонизация.
Република Южна Африка има три столици – главните градове на трите основни колонии, влезли в състава на Южноафриканския съюз. Органите на изпълнителната власт се намират в Претория, парламентът е в Кейптаун, а Върховният съд – в Блумфонтейн.

### Политически живот
След премахването на апартейда през 1994 година в южноафриканската политика доминира лявата партия Африкански национален конгрес (АНК), която обикновено получава 60 – 70% от гласовете (65,9% през 2009). Основната опозиционна партия е центристкият Демократичен алианс, който управлява в провинция Западен Кейп, но на последните федерални избори получава около 15% от гласовете (16,7% през 2009). Дясната Нова национална партия, наследник на Националната партия, установила режима на апартейд, се саморазпуска през 2005 година, като депутатите ѝ във федералния парламент преминават в парламентарната група на АНК.
Други по-големи политически партии са Конгресът на народа (7,4% от гласовете на общите избори през 2009), отцепил се от АНК през 2008 година, и Партия на свободата „Инката“ (4,6% от гласовете през 2009), която има последователи главно сред зулусите.
От 2004 година насам в Република Южна Африка се провеждат хиляди протестни демонстрации, някои от тях съпътствани от насилие.

### Административно деление
Административно Република Южна Африка е разделена на 9 провинции:
| Карта                    | Провинции |
| ------------------------ | --- |
| Провинции на Южна Африка | 1. Западен Кейп 2. Северен Кейп (главен град Кимбърли) 3. Източен Кейп (главен град Бишо) 4. Квазулу-Натал (главен град Питермарицбург) 5. Фрийстейт (главен град Блумфонтейн) 6. Северозападна провинция (главен град Мафикенг) 7. Гаутенг (главен град Йоханесбург) 8. Мпумаланга (главен град Нелспруйт) 9. Лимпопо (главен град Полокване) |

## Икономика
Република Южна Африка е икономически най-развитата страна от Африка и сред двадесетте най-развити в света. На нея се пада 40% от стойността на промишлената продукция на африканския континент.
Водещ отрасъл на стопанството е добивът на полезни изкопаеми. РЮА е на първо място в света по добив на злато, платина, хром и манган. Водещи места заема и при добива на диаманти (първо място по стойност на продукцията), въглища (основно черни), уран и азбест. Други значителни суровини са ванадий, желязна руда, олово, титан, графит, сребро, медна руда. Енергетиката е развита въз основа на въгледобива. На топлоелектрическите централи на въглища се пада над 80% от произведената електроенергия в страната. Добре развита металургия, с водеща роля на производството на стомана, чугун и алуминий.
Широко развита с разнообразни отрасли е машиностроителната промишленост. Произвеждат се кораби, самолети, автомобили. Страната е най-големият производител на автомобили в Африка. Има предприятия на „Фолксваген“, „Тойота“, „Форд“, „Дженеръл мотърс“, „Крайслер“ и др. Главен център на автомобилостроенето е Порт Елизабет. Електротехническото и електронното машиностроене е представено от предприятия на „Сименс АГ“, „Филипс“ и др. Въпреки че липсват значителни нефтени находища се развива преработването на вносен суров нефт, основно от филиали на „Шел“, „Мобил“ и „Калтекс“. Основни продукти на хранително-вкусовата промишленост са захар, вино и консерви. Характерна алкохолна напитка е амарула – ликьор от плодовете на дървото марула (слонско дърво).

### Туризъм
Туризмът в Южна Африка се развива като един от най-важните сектори на икономиката. Забележителности с важно значение за туризма:
- Сън Сити
- Национален парк „Крюгер“
- град Кейптаун
- град Йоханесбург
- Драконови планини

Туристическата индустрия дава около 7% от БВП на страната. През 2002 г. повече от 6 милиона туристи са посетили РЮА. Около 3% от заетите работят в туристическия бранш.

## Култура

### Спорт
Най-популярните спортове в Южна Африка са футбол, ръгби и крикет. Други традиционно развити спортове са плуване, лека атлетика, бокс, голф, тенис и нетбол.
През 1995 г. страната е домакин и шампион на Световното първенство по ръгби, а през 2007 г. спечелва и Световното първенство по ръгби във Франция. През 1996 г. Южна Африка е домакин на Купата на африканските нации и нейният отбор „Бафана Бафана“ спечелва състезанието. През 2003 г. е домакин на Световната купа по крикет.
Много южноафрикански футболисти се състезават в най-силните първенства в Европа. Националният отбор участва на Световните първенства по футбол през 1998 и 2002 година. През 2010 г. Южна Африка е домакин на Световното първенство по футбол 2010 – първото Световно първенство по футбол, провеждано в африканска страна.